# Црква Светог Димитрија (Гацко)
Црква Светог Димитрија у Домркама налази се 25 километара од Гацка. Представља једну од најстаријих цркава на територији Гацка. Према народним предањима, црква се везује за 13. вијек.
Археолошка истраживања су показала да је црква обновљена 1883. године. Други пут црква је обновљена и освештана 2001. године. По народном предању овога краја, оснивање села и подизање сеоске цркве веже се за дјелатност Стефана Првовјенчаног и Светог Саве.